# 東伯郵便局
東伯郵便局（とうはくゆうびんきょく）は、鳥取県東伯郡琴浦町にある郵便局。民営化前の分類では集配特定郵便局であった。

## 概要
住所：〒689-2399 鳥取県東伯郡琴浦町浦安408-8

## 沿革
- 1908年（明治41年）3月26日 - 金市（かないち）郵便局として開設[1]。
- 1950年（昭和25年）3月1日 - 浦安郵便局に改称。
- 1990年（平成2年）11月5日 - 東伯郵便局に改称。
- 1991年（平成3年）3月25日 - 八橋郵便局から集配業務を移管。
- 2007年（平成19年）10月1日 - 民営化に伴い、併設された郵便事業倉吉支店東伯集配センターに一部業務を移管。
- 2012年（平成24年）10月1日 - 日本郵便株式会社発足に伴い、郵便事業倉吉支店東伯集配センターを東伯郵便局に統合。

## 取扱内容
- 郵便、印紙、ゆうパック、内容証明
- 貯金、為替、振替、振込、国債
- 生命保険、バイク自賠責保険
- ゆうちょ銀行ATM
- 「689-23xx」区域（琴浦町内の一部地域）の集配業務

## 周辺
- JR山陰本線 浦安駅
- 鳥取県道151号倉吉東伯線
- 琴浦町役場本庁舎
- 琴浦町立東伯中学校

## アクセス
- JR山陰本線 浦安駅から徒歩約10分
- 琴浦町営バス 琴浦町役場本庁舎前停留所
- 鳥取県道151号倉吉東伯線 琴浦町役場本庁舎前交差点
- 駐車場あり：6台